# Óvszer

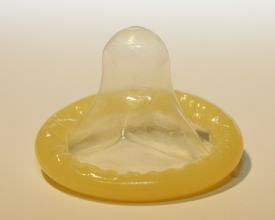
Latex óvszer

Az óvszer helyes felhelyezése

Az óvszer (kondom, a köznyelvben „koton” vagy „gumi”) férfiak által általában egyszer használatos fogamzásgátló eszköz, amely a merev péniszre felhúzva megakadályozza az ondó bejutását a nő hüvelyébe. Célja a nem kívánt terhesség elkerülése és a nemi betegségek (AIDS, szifilisz, kankó stb.) elleni védekezés. Anyaga manapság latex vagy poliuretán. Az óvszert elsőként egy olasz orvos, Gabrielle Fallopio említi 1564-ben.

## Története

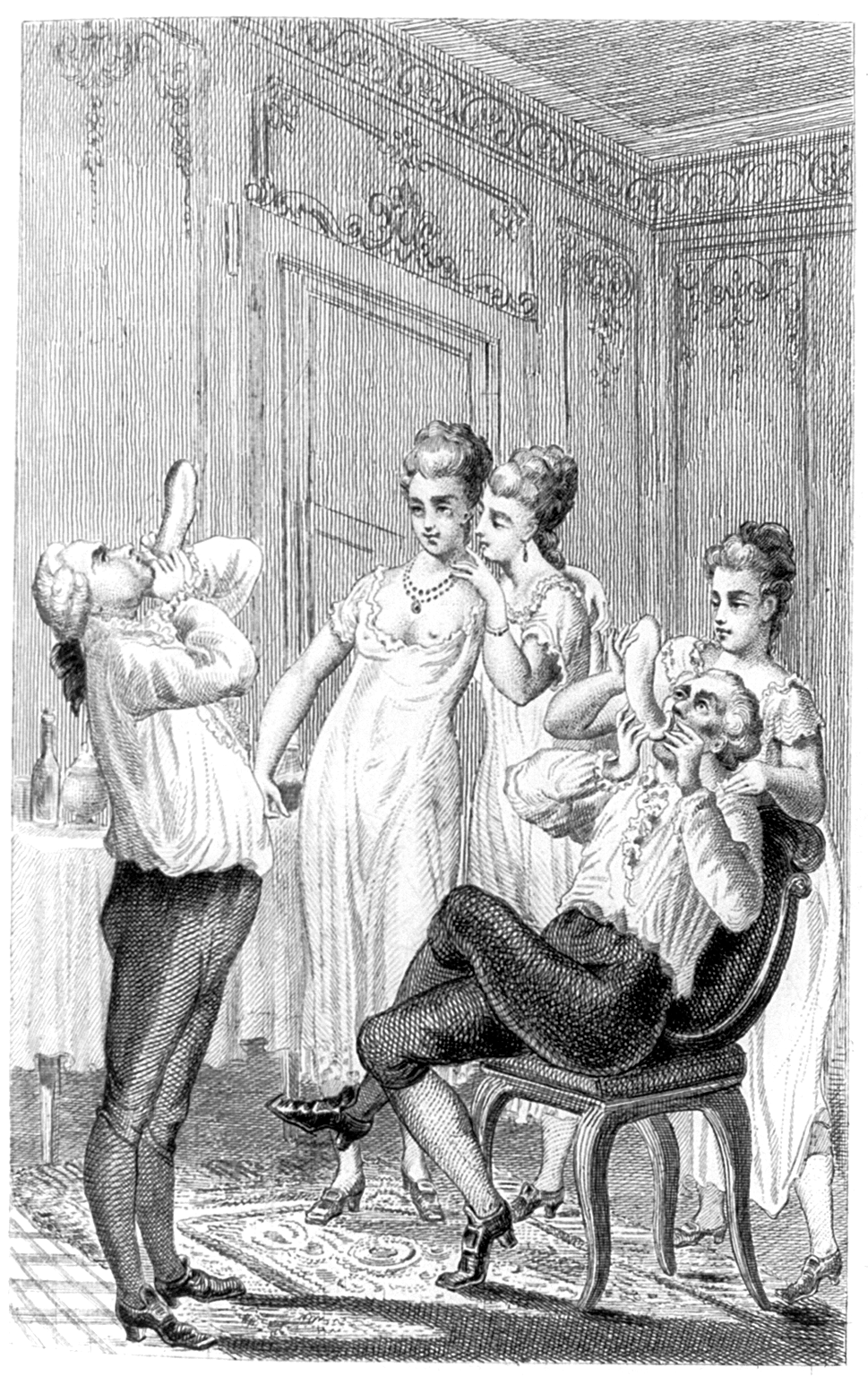
Casanova az óvszerét teszteli, amit angol lovaglókabátnak (english overcoat) nevezett

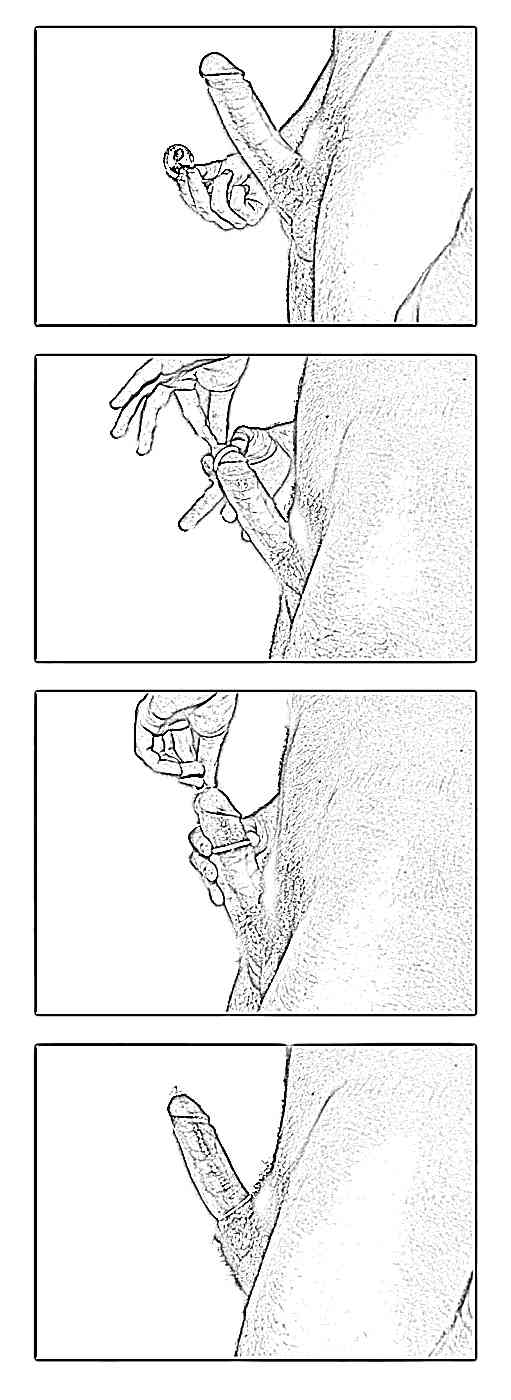
Óvszer felhelyezése

A kondom szó eredete vitatott. Talán dr. Condom ezredestől ered, aki II. Károly orvosaként állatbelet ajánlott a fogamzás- és fertőzésgátlásra. De lehet, hogy az olasz con (-val, -vel) és a latin domus (ház, kupola) szavak kombinációja.
Az óvszer története i. e. 1000 környékén kezdődhetne, ugyanis már ezekből az időkből származó információk szerint is ismert az ember nemi úton terjedő betegségeket, és törekedett ezek elkerülésére. Az első óvszerek szövetből (finom vászonból) készültek, s a fogamzást még rendkívül rossz hatásfokkal gátolták. Az ókori Egyiptomban állati bőrből készült óvszerrel próbálkoztak, az első hatékony óvszert birka vagy más állat beléből készítették.
Az 1500-as évekig számottevő változás nem történt az óvszer fejlődésében, amikor egy olasz orvos (Gabrielle Fallopio) 1564-ben részletes leírást készítette a puha vászonból (az első nem állati eredetű óvszer) készült óvszer használatának fontosságáról. Az 1700-as évektől a legfontosabb feladat a kényelem és biztonság szempontjainak ötvözése volt, ennek keretében az óvszer falának vékonyítására törekedtek. A technikai fejlődés hajnalán zömében még mindig állati eredetű óvszerekről beszélhetünk, amelyek jellemzően macskahólyagból, kígyó és disznóbőrből készültek.
Szükséges megemlíteni, hogy már Casanova is használt óvszert, amit az ő idejében úgy hívtak: English Overcoat (=angol kabát). Ez a fajta kondom védelmet nyújtott a rettegett szifilisztől.
A vulkanizálás (Charles Goodyear, 1839) módszerével vált lehetővé a víz-, hő- és hidegálló, nagy rugalmasságú és szakítószilárdságú gumi előállítása. 1855-ben készült az első ilyen anyagú kondom. Az óvszerek vastagsága 1870-ben 2 mm-re csökkent.
Az eddig ismert legrégebbi fennmaradt óvszer 1830-ból származik. Valószínűleg juhbél féregnyúlványából készült és egy nyomtatott erotikus kép látható rajta, amelyen egy apáca széttárja a lábait három egyházfi előtt, Voilà mon choix (Íme az én választásom) felirattal. A tárgyat 2025-ben az amszterdami Rijksmuseum kiállításon mutatja be.

## Női óvszer

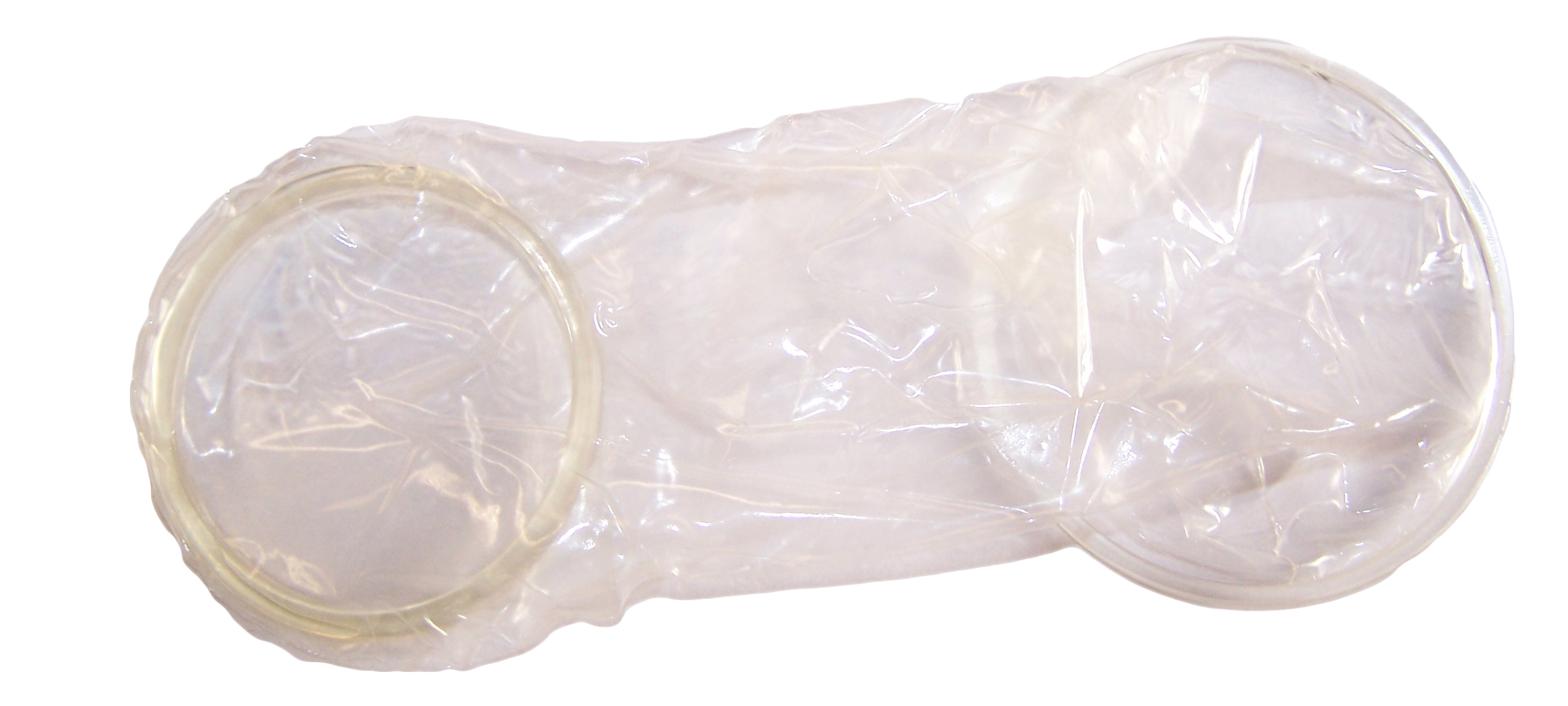
Női óvszer

A női óvszer a 90-es években megjelent fogamzásgátló eszköz, amely működésében hasonlít a normál kondomhoz. A 15–20 cm hosszú óvszer anyaga nagy szakítószilárdságú, vékony műanyag (polietilén vagy poliuretán), két végén különböző átmérőjű gyűrűkkel, amelyek közül a nagyobb a szeméremajkakat támasztja meg, a kisebbet pedig – mintegy pesszáriumként – a hüvelybe kell feltolni. Előnye, hogy alkalmazása nem függ a pénisz merevségétől, és hogy a közösülés előtt akár 10 órával is felhelyezhető.

## Egyházi megítélése
Az eddigi katolikus tanítás sokat bírált eleme, hogy az egyház az óvszert még a súlyosan fertőzött területeken sem tartotta morálisan elfogadhatónak, helyette a teljes önmegtartóztatást ajánlva. Ebben némi változást hozott XVI. Benedek pápa megjelenés előtti könyvének 2010 novemberében közreadott részlete, mely szerint minden olyan esetben elfogadható a kondom, ha életet ment (pl. fertőzött prostituáltak esetén). A kijelentést katolikus elemzők forradalmi jelentőségűnek ítélik.